# Günter Schluckebier
Günter Schluckebier (* 15. Februar 1933 in Duisburg; † 20. Januar 2002 ebenda) war ein deutscher Politiker der SPD.

## Ausbildung und Beruf
Günter Schluckebier wurde nach der Mittleren Reife von 1950 bis 1953 zum Maschinenschlosser ausgebildet. Nachdem er bis 1957 in diesem Beruf gearbeitet hatte, wurde er 1957 Sekretär beim Deutschen Gewerkschaftsbund und war 1964 bis 1993 Vorsitzender und Geschäftsführer des DGB-Kreises Duisburg.

## Politische Karriere
Schluckebier trat 1951 der SPD bei. Von 1964 bis 1970 war er Mitglied des Rates der Stadt Duisburg. 1970 wurde er in den nordrhein-westfälischen Landtag gewählt, dem er bis zu seiner Wahl in den Deutschen Bundestag 1972 angehörte. Vom 13. Dezember 1972 bis 26. Oktober 1998 (sieben Wahlperioden) war er Mitglied des Deutschen Bundestages. Er wurde immer über ein Direktmandat gewählt, zunächst im Wahlkreis Duisburg I, dann im Wahlkreis Duisburg II.